# 胡贝特·科斯特卡
胡贝特·科斯特卡（波蘭語：Hubert Kostka，1940年5月27日—），波兰男子足球运动员，司职守门员。他曾代表波兰国奥队参加1972年夏季奥林匹克运动会足球比赛，获得一枚金牌。